# Exilles
Exilles [ɛgzij] (en occitan Eissilhas [ejˈsiʎɔs, ejˈsiʎas, iˈsija], en latin classique Excingomagus) est une commune italienne de la ville métropolitaine de Turin dans la région du Piémont.  
La commune compte sur son territoire le fort d'Exilles.

## Géographie
Les communes limitrophes sont Bardonnèche, Chaumont, Jaillons, Oulx, Pragela, Salbertrand, Usseaux, Val-Cenis et Bramans.
Exilles se trouve en Haut val de Suse vers le centre ouest de cette vallée, dans la région du Piémont, au nord-ouest de l'Italie, dans une région montagneuse.

## Histoire

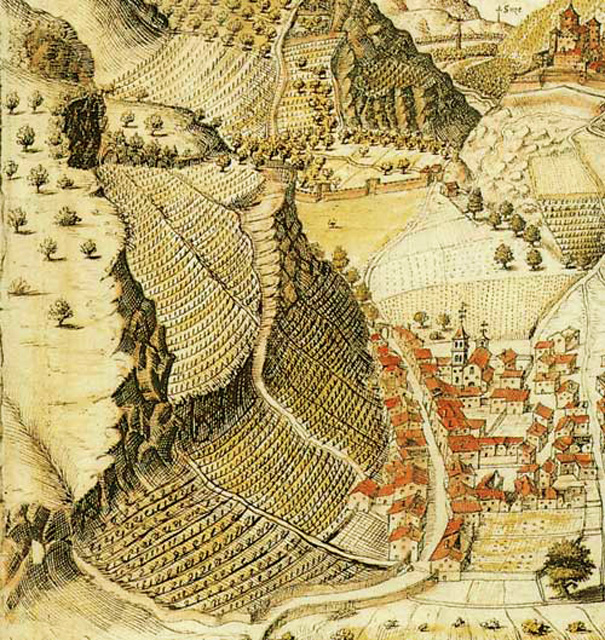
Le vignoble d'Exilles, par Jean de Beins, début du XVIIe siècle.

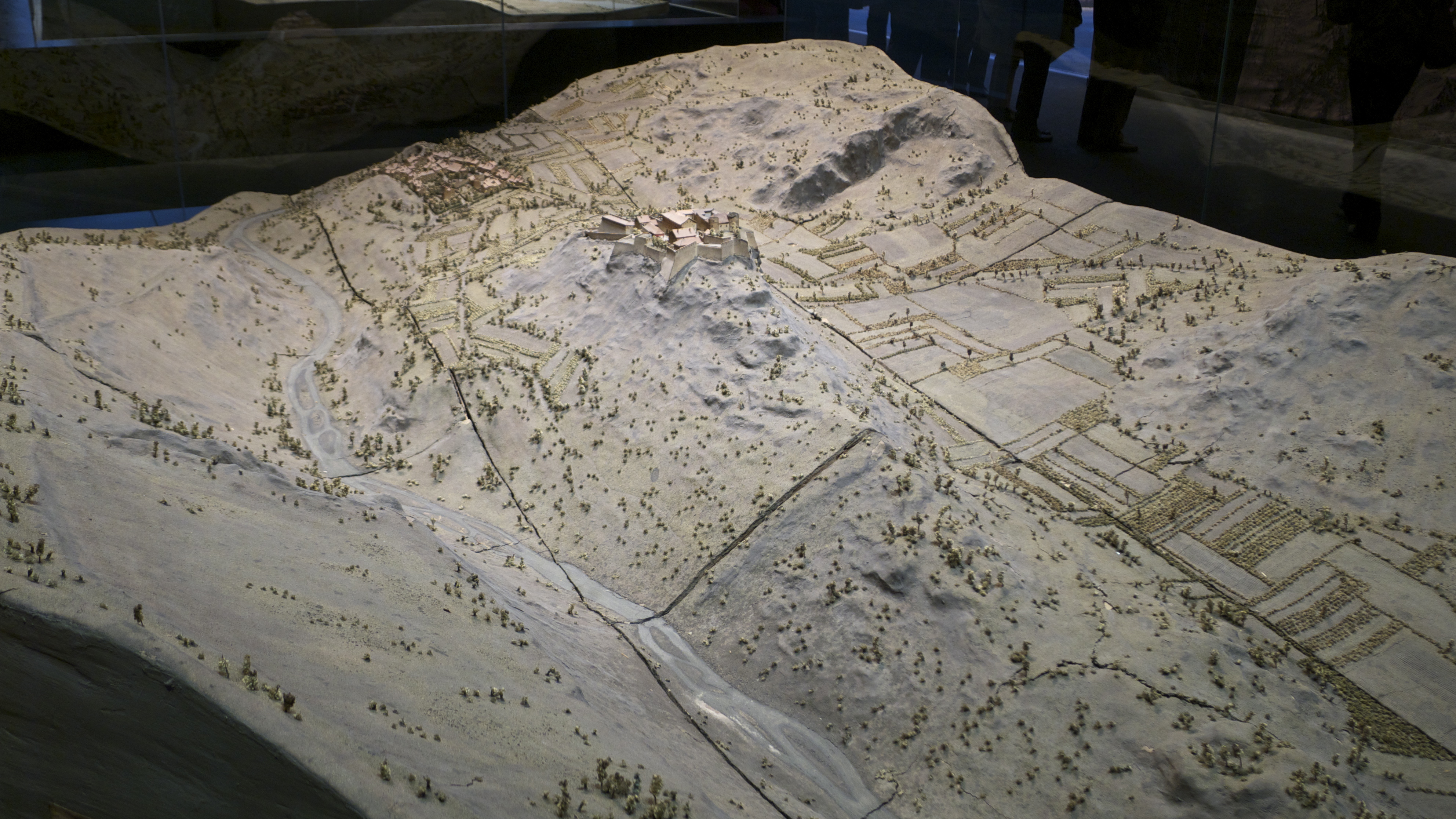
Le bourg, le fort et les environs d'Exilles, plan-relief de 1695. Échelle 1/600e.

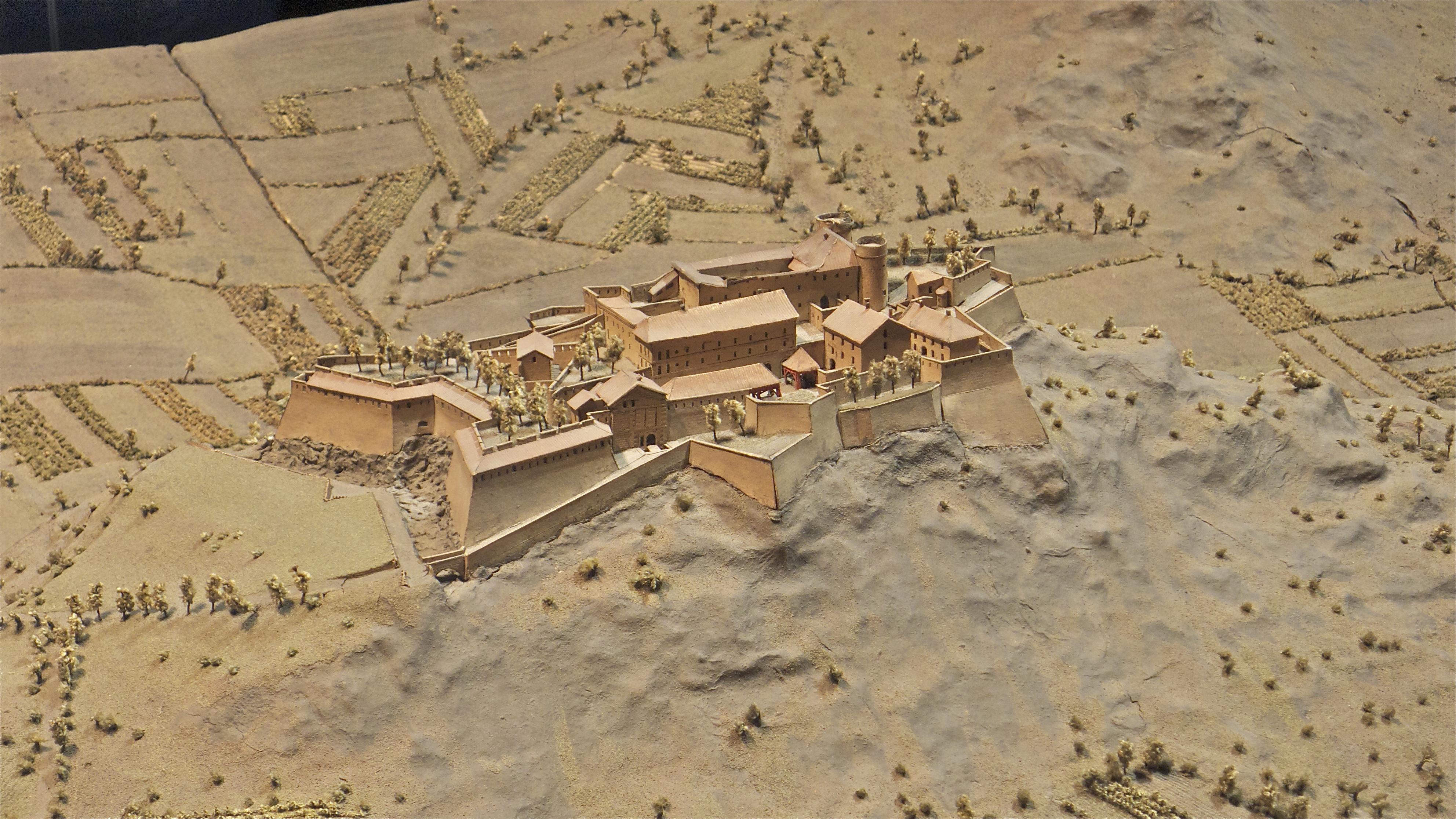
Fort d'Exilles, plan-relief de 1695.

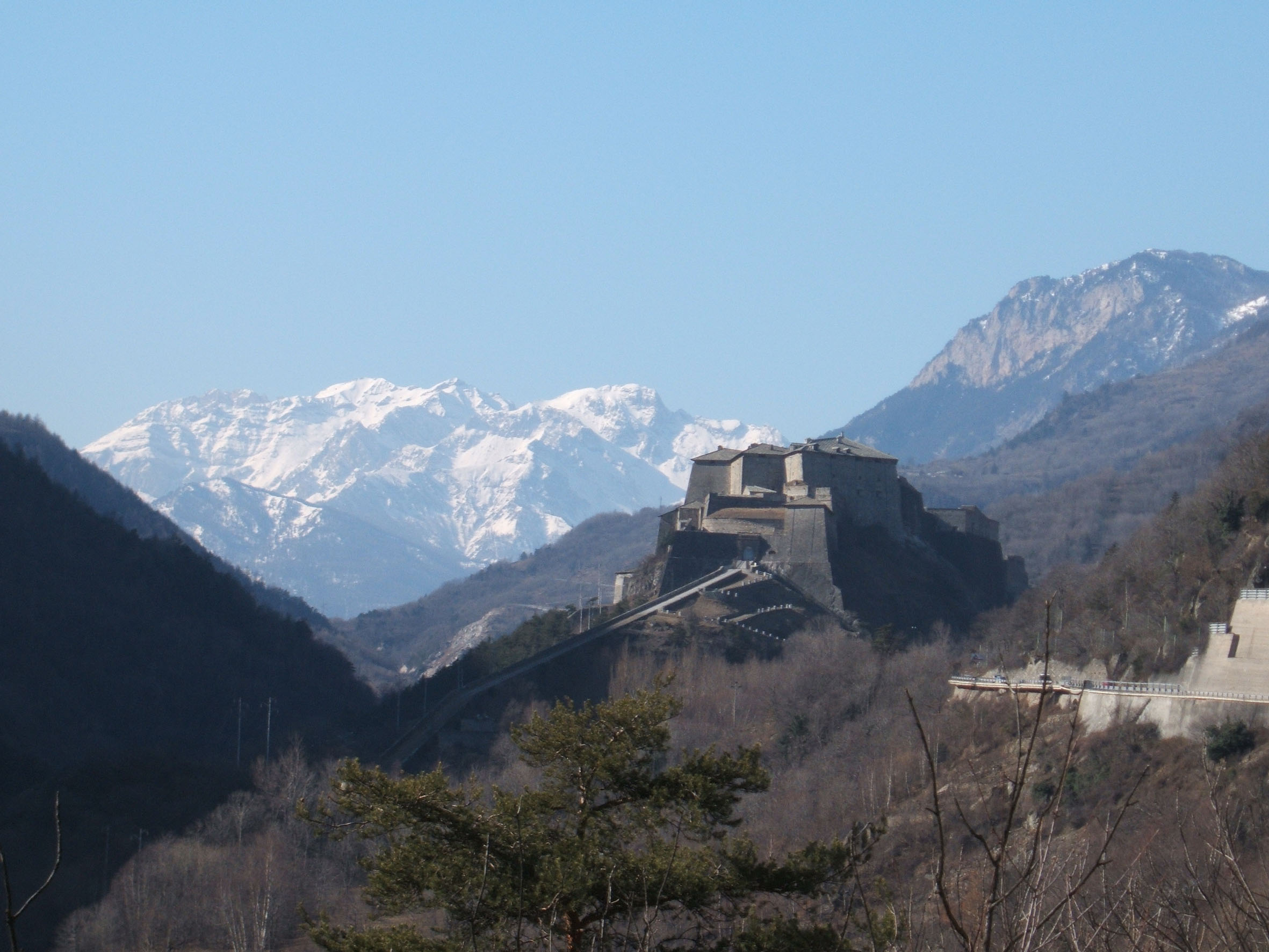
La forteresse d'Exilles

### Antiquité
Après les traités d'alliance avec les chefs celto-ligures Donnus et Cottius, l'armée romaine y avait créé un poste au nom de Excingomagus.
À l'époque des Dauphins on avait bâti dans ce coin hautement stratégique pour le passage des Alpes un fort qui est devenu ensuite l'imposante forteresse de nos jours.

### Du Moyen Âge à l'époque moderne
Exilles a été, du XIe siècle jusqu'en 1713, l'une des communautés des Escartons du Briançonnais, dans le Dauphiné italien, dans le Royaume de France. En 1713, avec les traités d'Utrecht, le val de Suse, comprenant Exilles, passe dans le duché de Savoie.
L'histoire d'Exilles est fortement associée à celle du fort d'Exilles, qui occupe une partie importante du territoire de son chef-lieu et qui eut, en temps de guerre comme en temps de paix, un impact important sur la vie des habitants.
Le 19 juillet 1747, « combat d'Exiles », durant la guerre de Succession d'Autriche qui voit la victoire des piémontais sur les français.

### La catastrophe de Deveys
Le village de Deveys est construit partiellement sur la commune d'Exilles et partiellement sur la commune de Salbertrand. Le 18 janvier 1885 à 11 h, il fut en grande partie détruit par une avalanche descendue du Mont Chabrière. 62 habitants furent ensevelis sous la neige et 33 périrent. La plupart des victimes furent des enfants et des personnes âgées car beaucoup d'adultes, en cette période de l'année, travaillaient en France.

## Administration
| Période                                  | Période  | Identité           | Étiquette | Qualité |
| ---------------------------------------- | -------- | ------------------ | --------- | ------- |
| 14 juin 2004                             | En cours | Gianfranco Joannas |           |         |
| Les données manquantes sont à compléter. |          |                    |           |         |

### Hameaux
Exilles comprend les hameaux (dans le sens italien de ce terme) de : Deveys, Cels, San Colombano, Champbons.

### Communes limitrophes
Bardonnèche, Bramans (FR-73), Chaumont, Jaillons, Oulx, Pragela, Salbertrand, Usseaux

## Lieux et monuments
- Au centre de la vallée où se trouve la commune, se trouve le fort d'Exilles, dont la conception et la construction actuels datent de la reconstruction au XIXe siècle, mais son emplacement avait déjà connu une tour lombarde, puis un fort au Moyen Âge. Ce fort était destiné à la défense du territoire entre pays voisins. Sous le règne du roi Louis XIV et alors que le Haut val de Suse appartenait au royaume de France, l'Homme au masque de fer a été enfermé pendant quelques années dans le fort d'Exilles[6],[7].